# Frans-Polynesië
Frans-Polynesië (Tahitiaans: Porinetia Farani, Frans: Polynésie française) is een Franse overzeese gemeenschap in de zuidelijke Grote Oceaan. Geografisch en cultureel maakt het deel uit van Polynesië en bestaat uit 118 eilanden waarvan 67 bewoond. De eilanden hebben een totale landoppervlakte van 4.167 km², verspreid over 2.500.000 km² oceaan. Het bevolkingsaantal bedraagt 295.121 (2020). De hoofdstad is Papeete, gelegen op Tahiti. 

## Staatsinrichting
Van 1946 tot 2003 was Frans-Polynesië een Frans overzees territorium (territoire d'outre-mer, TOM). In 2003 werd het gebied een overzeese gemeenschap (collectivité d'outre-mer, COM). Sinds 2004 is het ook het enige overzees land (pays d'outre-mer) van Frankrijk, wat het een relatief grote zeggenschap geeft. Wel staan het leger, de politie, de diplomatie en het hoger onderwijs onder controle van de nationale regering in Parijs.

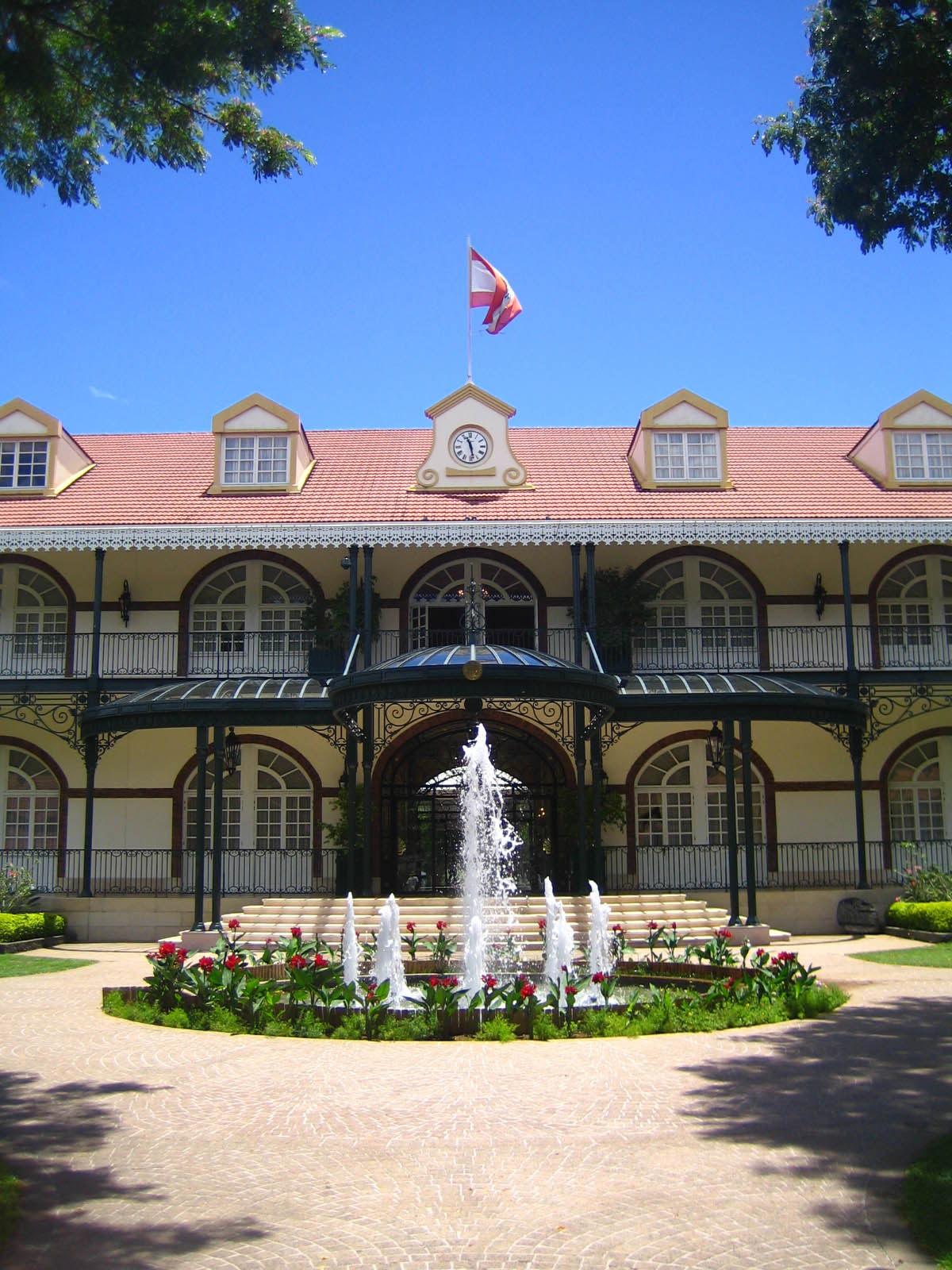
Het Palais présidentiel de la Polynésie française

Frans-Polynesië heeft een eigen parlement van 57 leden, de Assemblée de la Polynésie française, gekozen voor 5 jaar. De regeringsleider, de president van Frans-Polynesië, benoemt de regering en wordt door deze Assemblée gekozen. Het belangrijkste adviesorgaan is de Economische, sociale, milieu- en culturele raad (CESEC) die vergelijkbaar is met de Sociaal-Economische Raad in Nederland. Verder is er nog de Hoge Commissaris van de Republiek die de nationale regering in Papeete vertegenwoordigt.
De president van Frans-Polynesië verblijft in het Palais présidentiel de la Polynésie française in Papeete.
De voertaal is Frans en wordt in alle officiële vergaderingen en documenten gehanteerd. In het dagelijks leven speelt het Tahitiaans een belangrijke rol en zijn er veel lokale talen.

## Bestuurlijke indeling
Frans-Polynesië is ingedeeld in vijf bestuurlijke eenheden (subdivisions administratives), verder verdeeld in 48 gemeenten (communes).
Deze vijf eenheden zijn de Marquesaseilanden (les îles Marquises), Tuamotu-Gambier, de Bovenwindse Eilanden (les îles du Vent), de Benedenwindse Eilanden (les îles Sous-Le-Vent) en de Australeilanden ('zuidelijke' eilanden, les Îles Australes). De Bovenwindse Eilanden en Benedenwindse Eilanden worden samen de Genootschapseilanden (îles de la Société) genoemd.

## Economie
Frans-Polynesië gebruikt de CFP-frank, die ook in Nieuw-Caledonië en Wallis en Futuna wordt gebruikt en die een vaste wisselkoers heeft met de euro. Mogelijk zal Frans-Polynesië op termijn overstappen op de euro. Frans-Polynesië heeft de zesde economie van Oceanië en hoewel het bij Frankrijk hoort zijn de belangrijkste handelspartners de Verenigde Staten, Japan en de Volksrepubliek China. Het toerisme, het Franse leger en de export van de typische zwarte parels zijn de belangrijkste pijlers van de economie. Frans-Polynesië heeft een industriële sector die goed is voor 9% van het BNP. Er is een belastingvoordeel voor de productie van goederen die moeten concurreren met geïmporteerde producten. Daarnaast is er een sterke sector voor het maken van ambachtelijke producten. Er wordt in beperkte mate aan landbouw gedaan en ook hiervan wordt een deel geëxporteerd. Hieronder vallen noni en vanille. De import van de eilanden is twee maal zo groot als de export en daarom zijn ze sterk afhankelijk van financiële steun uit Frankrijk. Ooit was het eiland Makatea een belangrijke vindplaats voor fosfor maar dat is sinds 1964 voorbij. Op de zeebodem zouden nikkel, kobalt, mangaan en koper gewonnen kunnen worden maar hier wordt tot nu toe nog niks mee gedaan.
Typisch zijn de resorts met villa's op palen boven het water van de lagunes. De eilanden hebben vooral het imago van een bestemming voor een huwelijksreis. Bijna overal zijn koraalriffen te vinden.

## Geschiedenis
De eilanden die deel uitmaken van Frans-Polynesië werden niet officieel verenigd tot de oprichting van het Franse protectoraat in 1889. 
De oorspronkelijke bevolking waren de Polynesiërs die zich met de Polynesische migratie vanuit Azië over Oceanië verspreidde. Deze migratie kwam rond de 25e eeuw v.Chr. op gang en bereikte rond het jaar 300 de Marquesaseilanden, en rond 800 de Genootschapseilanden. Deze volkeren zouden later ook o.a. Paaseiland, Hawaï en Nieuw-Zeeland bevolken, waarmee op Antarctica na de hele wereld door de mensheid bewoond was geraakt.
Vanaf 1521 was er contact met Europa, toen de Portugese ontdekkingsreiziger Ferdinand Magellaan het eiland Puka Puka van de Tuamotueilanden bezocht. De Nederlander Jacob Roggeveen zag op zijn reizen het eiland Bora Bora van de Genootschapseilanden in 1722 maar ging er niet aan land, James Cook was de eerste Europeaan die er voet aan wal zette in 1772 en de Britse ontdekkingsreiziger Samuel Wallis bezocht Tahiti in 1767. In 1768 werd Tahiti een tweede keer bezocht door de Franse ontdekkingsreiziger Louis Antoine de Bougainville, en in 1769 nog een derde keer door de Britse ontdekkingsreiziger James Cook. In 1774 kwamen Spaanse missionarissen naar Tahiti en zij verbleven er een jaar. Bedoeling hiervan was om het christendom te introduceren.
In 1788 wist koning Pōmare I het Koninkrijk Tahiti te stichtten bestaand uit Tahiti en Moorea. Hij kon dit doen doordat hij door o.a. James Cook van gereedschap was voorzien waardoor zijn stam betere kano's en wapens kon maken en daardoor de andere stammen kon domineren.

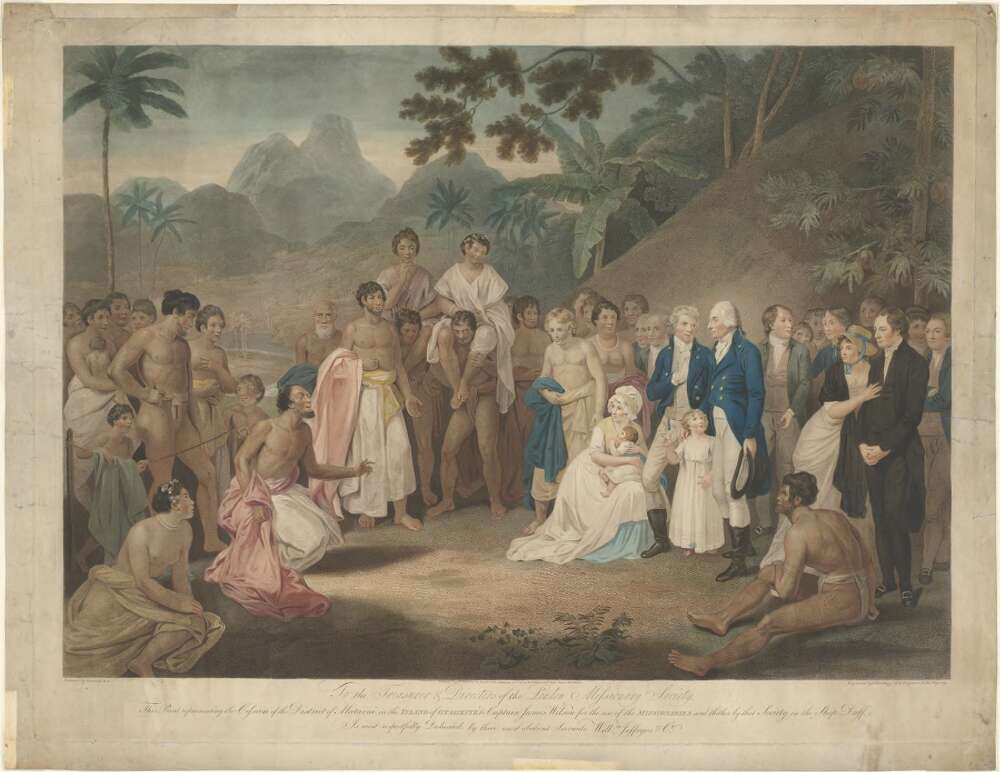
De overdracht van het district Matavai op het eiland Tahiti aan Kapitein James Wilson van de London Missionary Society in 1796. Een groot deel van deze groep zendelingen zou echter snel weer vertrekken.

Vanaf 1797 vestigden er zich voor het eerst definitief Europeanen. Dit waren protestanten van de London Missionary Society. In 1803 werd koning Pomare II van Tahiti gedwongen om te vluchten naar Moorea. Hij en zijn onderdanen werden bekeerd tot het protestantisme in 1812. In 1834 arriveerden er Franse katholieke missionarissen op Tahiti. In 1836 werden zij weer verjaagd. Dit bracht Frankrijk ertoe om een kanonneerboot te sturen naar Tahiti in 1838. Uiteindelijk werden Tahiti en Tahuata een Frans protectoraat, zodat katholieke zendelingen ongestoord konden afreizen. In 1843 werd de Tahitiaanse hoofdstad Papeete opgericht. In 1847 tekende de Fransen en de Britten een verdrag waarin gesteld werd dat de overgebleven koninkrijken van de Genootschapseilanden, zoals Bora Bora, Raiatea en Huahine onafhankelijk zouden blijven. Vanaf 1880 was Tahiti niet langer een protectoraat, maar een Franse kolonie en werden alle Genootschapseilanden ingelijfd. Ook de omliggende eilandengroepen, zoals de Tuamotueilanden geclaimd, die daarvoor toebehoorden aan de dynastie van Pomare, de Marquesaseilanden en de Australeilanden (in 1889) werden aan de kolonie toegevoegd. De eerste officiële naam voor deze Franse kolonie was Établissements de l’Océanie.
In 1940 erkende de administratie van Frans-Polynesië de Vrije Franse Troepen en vele Polynesiërs dienden tijdens de Tweede Wereldoorlog. Tijdens deze oorlog werd Frans-Polynesië bedreigd door de Japanners en werden, in het kader van operatie Bobcat, Amerikaanse soldaten en artillerie op Bora Bora gestationeerd. Het is echter nooit tot een Japanse invasie gekomen.
Vanaf 1946 waren de Polynesiërs officieel Franse staatsburgers. De status van Frans-Polynesië werd veranderd van kolonie in overzees territorium. Toen Algerije in 1962 onafhankelijk werd had de Fransen een nieuwe locatie voor kernproeven nodig. Het atol Mururoa en de Tuamotueilanden werden geselecteerd als nieuwe testlocatie. Van 1966 tot 1996 werden zo’n 193 tests uitgevoerd, vanaf 1975 ondergronds. Na een mislukte kernproef in 1974 dreef een nucleaire wolk af naar het eiland Tahiti, waar de hele bevolking (110.000 mensen) werd blootgesteld aan gevaarlijke stralingswaarden. In september 1995 wilde Frankrijk opnieuw kernproeven uitvoeren in Frans-Polynesië. Hierop volgde wereldwijd fel protest. In 1996 trad Frankrijk dan uiteindelijk toe tot het Comprehensive Test Ban Treaty, en beloofden ze dus om niet langer kernwapens te testen. Op 28 juli 2021 erkende president Emmanuel Macron dat Frankrijk "een schuld" had bij de eilanden voor de schadelijke kernproeven, zonder evenwel formele excuses aan te bieden.
In de Frans-Polynesische politiek is vraag of men onafhankelijkheid zou moeten nastreven altijd op de achtergrond blijven spelen. Pouvanaa a Oopa was een politicus die zich hiervoor inzette. Hij werd in 1958 veroordeeld tot een gevangenisstraf en vervolgens verbannen naar het Europese grondgebied van Frankrijk. President Charles de Gaulle gaf hem in 1968 gratie waarna hij kon terugkeren. Hij zou van 1971 tot zijn dood in 1977 Frans-Polynesië vertegenwoordigen in de Franse senaat. Het idee van onafhankelijkheid zou altijd blijven opspelen, vooral in de tijden dat er kernproeven werden gehouden.

## Geografie

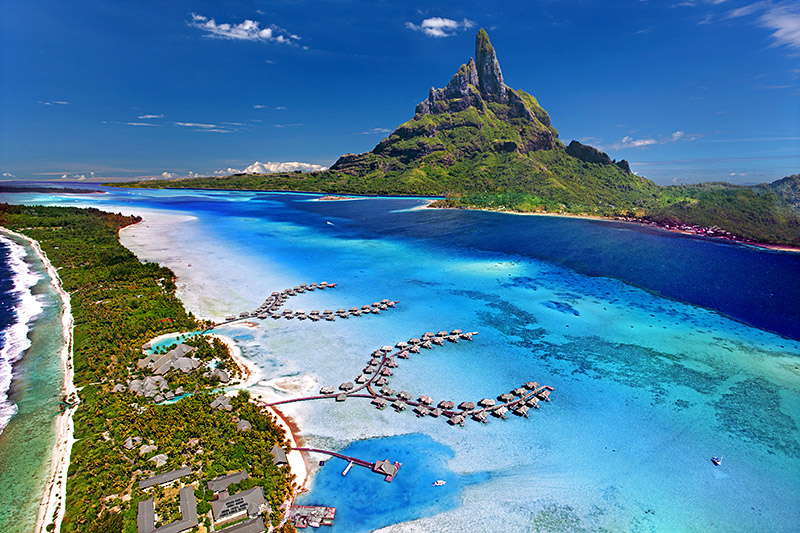
Het atol Bora Bora, onderdeel van de Benedenwindse Eilanden. Rechts is de uitgedoofde en deels weggezakte vulkaan te zien en links de sliert omliggende eilanden met daarop een vakantieresort.

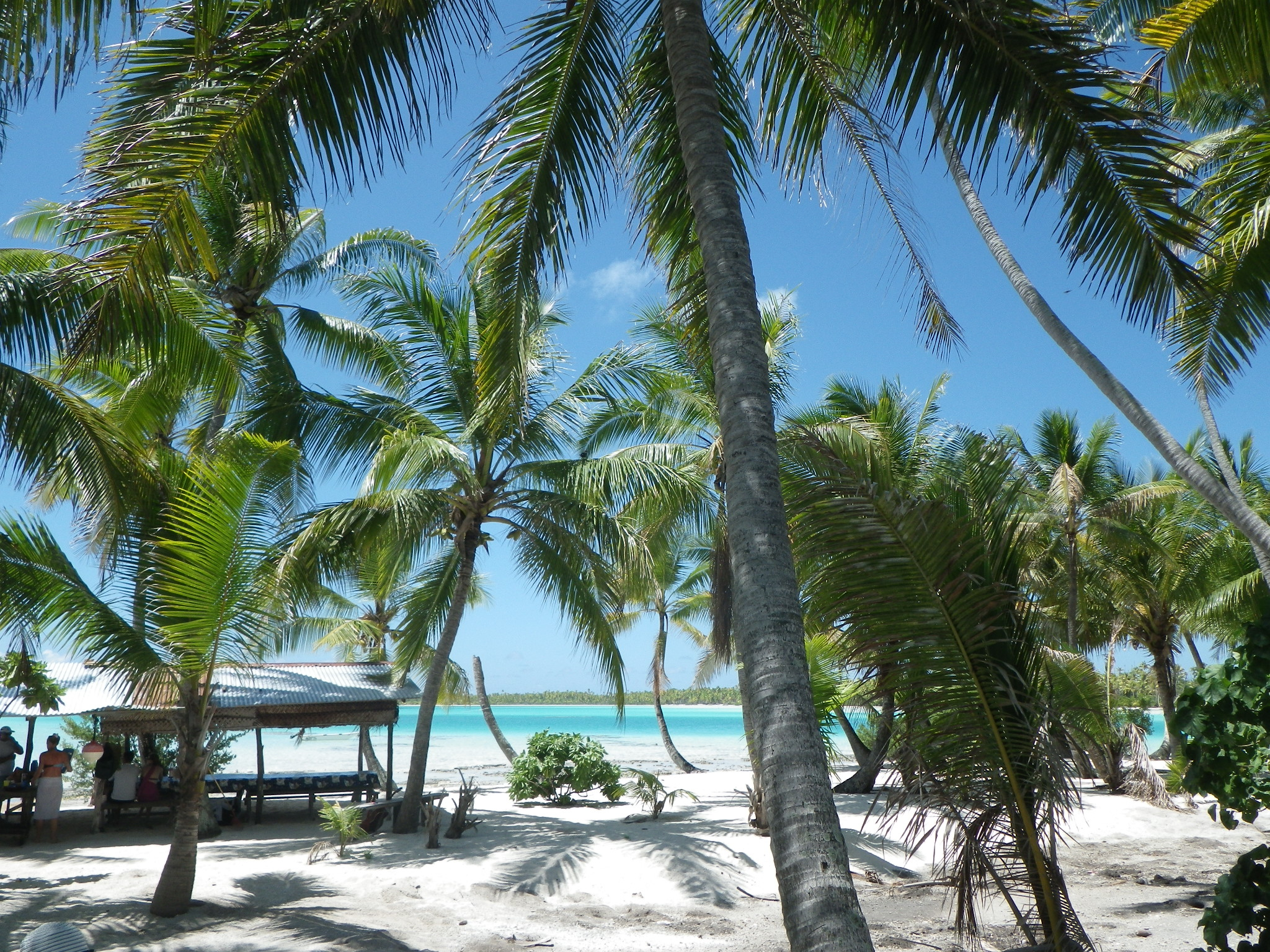
Rangiroa in de Tuamotu-regio is een van de grootste atollen ter wereld, 355 km ten noordoosten van Tahiti.

Frans-Polynesië bestaat uit vijf eilandengroepen met in totaal 118 eilanden waarvan er 67 bewoond zijn. De meeste atollen bestaan uit één of meerdere uitgedoofde vulkanen. Deze vulkanen ontstonden in de loop van miljoenen jaren terwijl de Pacifische Plaat in noordwestelijke richting over hotspots schoof, zoals de Society-hotspot, de Marquesas-hotspot en de Macdonald-hotspot (voor de Australeilanden). Steeds als de tektonische plaat weer verder was geschoven doofde de vulkaan uit en ontstond aan de oostzijde weer een nieuwe vulkaan. Zodra de vulkaan uitgedoofd was, begon een langzaam proces waarin de vulkaan weer naar beneden zakte terwijl het omliggende koraalrif mee omhoog bleef groeien tot net onder het wateroppervlak. Na verloop van tijd ontstond een omliggend koraalrif met daarbinnen een diepe lagune waaruit de oude vulkaan oprijst. Op het rif ontstonden eilanden van aangespoeld koraalzand.
De Tuamotu-eilanden bestaan uit een onderzeese bergketen die lang geleden opgerezen is waardoor de toppen boven het water uitkwamen. Later toen deze weer wegzakten bleven alleen nog de koraalriffen over met langs de rand kleine eilanden. Door haar verborgen riffen is navigeren binnen deze eilandengroep verraderlijk.
De Marquesaseilanden bestaan alleen uit dode vulkanen zonder omringende zandeilanden. Ze worden gekenmerkt door steile hellingen en hebben nauwelijks stranden of koraalriffen. 
De eilanden hebben een totale landoppervlakte van 4.167 km², verspreid over 2.500.000 km² oceaan. Het hoofdeiland is Tahiti hier leeft ongeveer zeventig procent van de bevolking. Hier bevindt zich ook de hoofdstad Papeete en het hoogste punt van Frans-Polynesië, Mont Orohena. Het eiland Mehetia is een actieve vulkaan en Teahitia is een onderzeese vulkaan.
Frans-Polynesië is administratief opgedeeld in vijf eilandgroepen:
- Genootschapseilanden
  - Bovenwindse Eilanden
  - Benedenwindse Eilanden
- Tuamotu
- Gambiereilanden
- Australeilanden
- Marquesaseilanden

## Cultuur

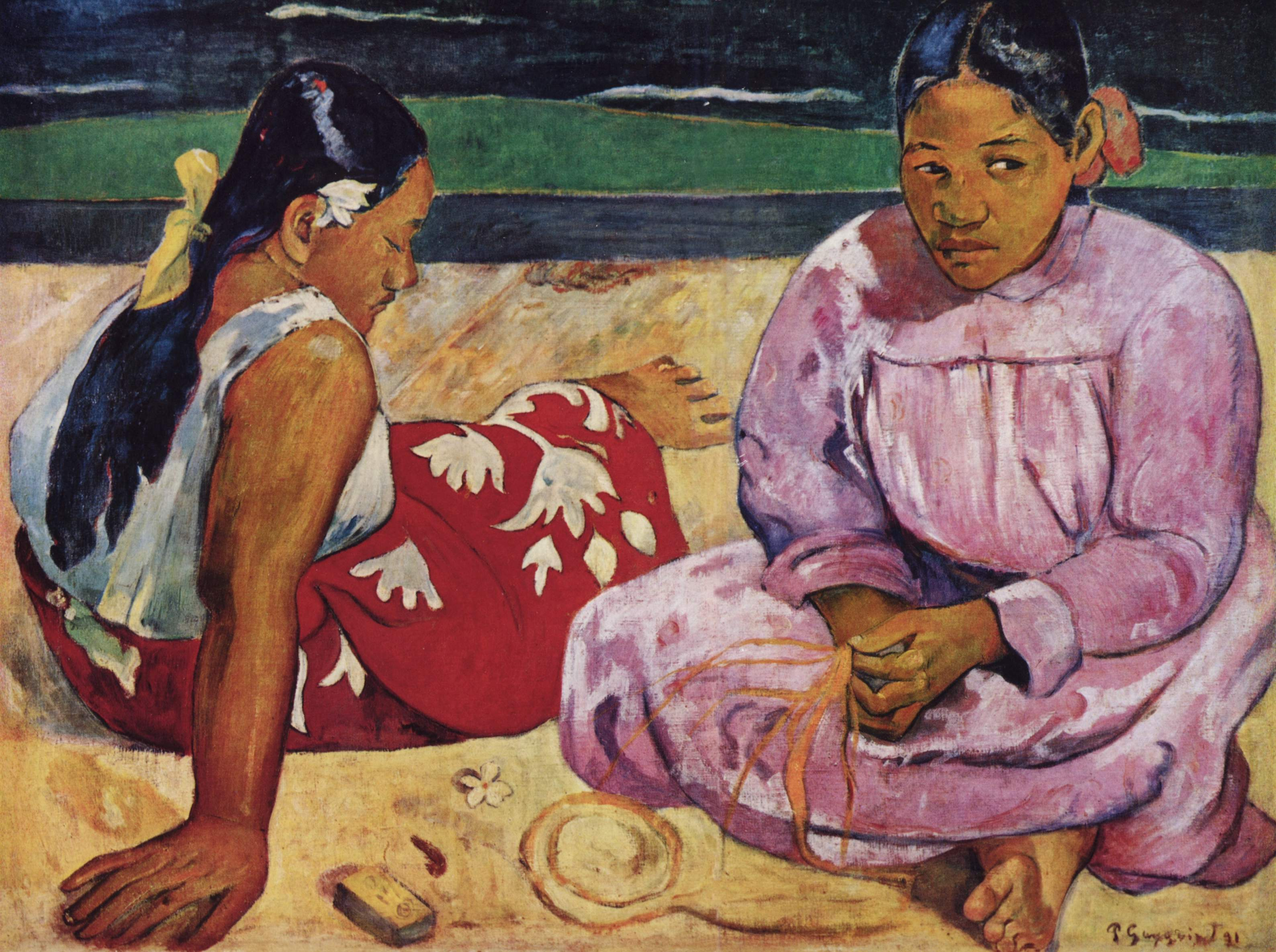
Tahitiaanse vrouwen op het strand door Paul Gauguin (1891)

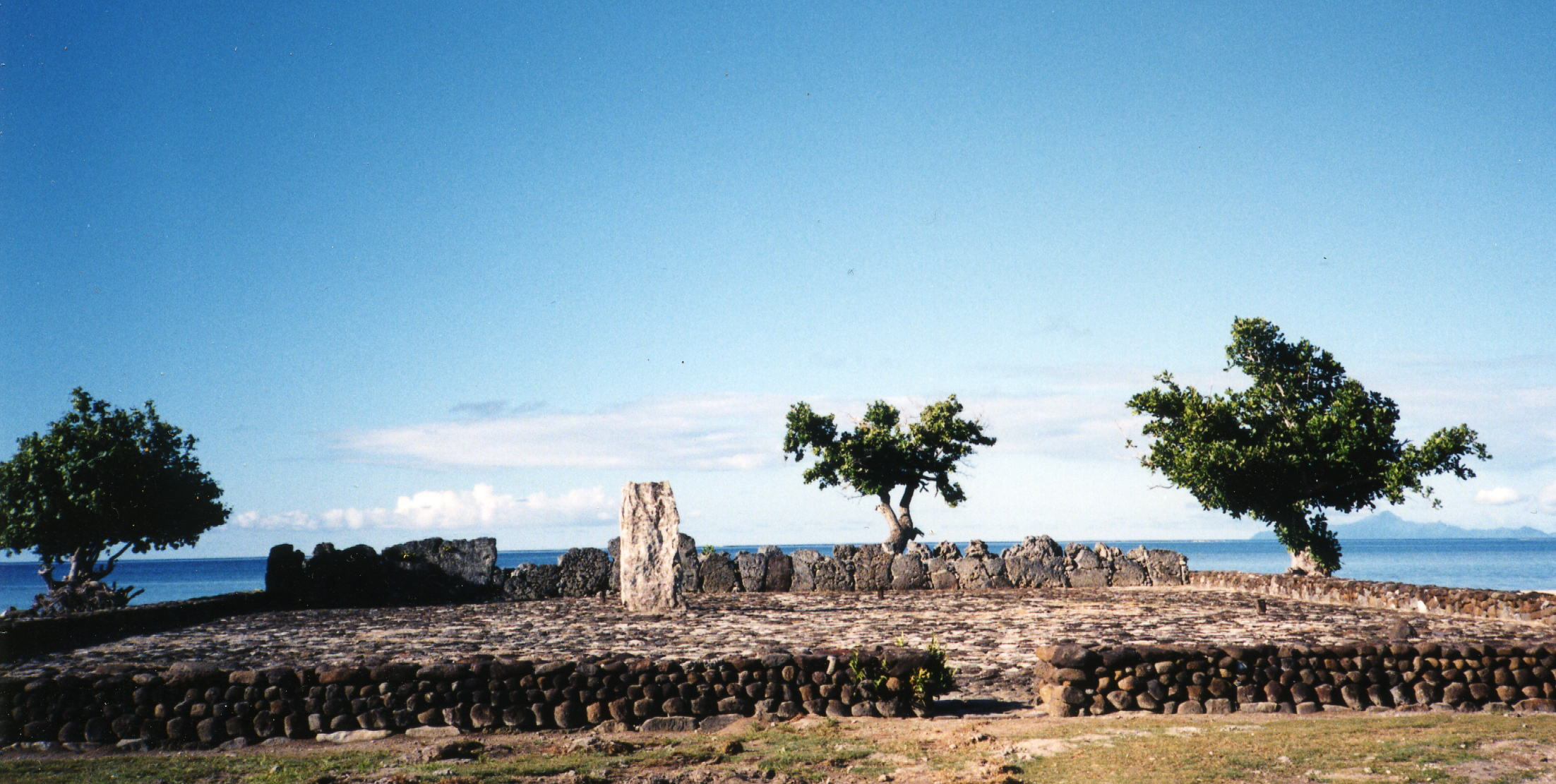
Een oud Polynesisch altaar, op Raiatea (2000)

De Franse schilder Paul Gauguin bracht zijn laatste jaren op de eilanden door. Mede door zijn exotische schilderijen kregen de eilanden veel bekendheid in Europa. Ook Henri Matisse bracht hier een periode door. Jacques Brel heeft op Hiva Oa gewoond en is daar begraven. Op een aantal eilanden zijn Polynesische offerplaatsen te vinden. Veel daarvan zijn destijds door kolonisten en missionarissen vernietigd. De bekendste plaats is Marae de Taputapuātea op het eiland Raiatea dat in 2017 op de Werelderfgoedlijst werd geplaatst.
Toen de missionarissen naar het gebied kwamen verboden zij de inheemse dansen omdat deze in hun ogen onzedelijk waren. Dit verbod werd later bij wet vastgelegd en pas vanaf begin twintigste eeuw werden deze weer toegestaan. Vanaf de jaren vijftig werden dansfestivals georganiseerd. De dansen zijn geïnspireerd op handelingen uit het dagelijks leven. Elk jaar wordt in Papeete een landelijke danswedstrijd gehouden. Ook het aanbrengen van tatoeages werd door de missionarissen verboden terwijl dit voordien een grote rol had gespeeld in de cultuur. Sinds de tweede helft van de twintigste eeuw is het gebruik van traditionele tatoeages weer populair.
De Tahitiaanse keuken is een mengeling van inheemse, Europese, Amerikaanse en Chinese gerechten.
Het is niet duidelijk of het surfen in Frans-Polynesië is ontstaan of op Hawaï. In Frans-Polynesië zijn een aantal gewilde surflocaties te vinden, waaronder Teahupoo waar elk jaar de Billabong Pro Teahupoo, kampioenschap tube riding wordt gehouden. In juli 2024 was dit de locatie van het surf-event van de Olympische Spelen. Verder worden er racewedstrijden gehouden met traditionele kano's.
De Tiaré tahiti is een bloem die alleen in Frans-Polynesië voorkomt. Het is een nationaal symbool en de bloem wordt o.a. gebruikt om parfum mee te maken.